# Billy (Loir-et-Cher)
Billy é uma comuna francesa na região administrativa do Centro, no departamento de Loir-et-Cher. Estende-se por uma área de 26,47 km². Em 2010 a comuna tinha 1 034 habitantes (densidade: 39,1 hab./km²).